# Липа (Тверская область)
Липа — опустевшая деревня в Бежецком районе Тверской области. Входит в состав Шишковского сельского поселения.

## География
Находится в восточной части Тверской области на расстоянии приблизительно 26 км по прямой на запад-юго-запад от районного центра города Бежецк.

## История
Деревня была отмечена на карте уже в советский период истории.

## Население
Численность населения не была учтена как в 2002 году, так и в 2010.